# Опочинин, Владимир Петрович
Владимир Петрович Опочинин (1810—1889) — русский контр-адмирал, вице-директор Комиссариатского департамента и командир ластовой бригады Балтийского флота; певец-любитель (бас-баритон).

## Биография
Родился 9 (21) апреля 1810 года. Брат певца-любителя (баса) Александра Опочинина.
Воспитывался в Морском кадетском корпусе, откуда был выпущен 25 сентября 1826 года мичманом и спустя восемь лет назначен адъютантом к начальнику 2-й флотской дивизии, а 29 марта 1839 года исправляющим должность старшего адъютанта при дежурном генерале Главного морского штаба и в следующем году 14 апреля был переведён в гвардейский экипаж. Произведенный 6 декабря 1842 года в капитан-лейтенанты, Опочинин был утверждён в должности старшего адъютанта при дежурном генерале Главного морского штаба и занимал её более десяти лет, причем постепенно был произведён в капитаны 1-го ранга.
Назначенный 24 ноября 1855 года начальником штаба ластовых команд и рабочих экипажей Балтийского флота, Опочинин занимал эту должность до её упразднения, то есть до 19 декабря 1857 года, когда был зачислен по Морскому министерству, а с начала следующего года стал исполнять должность вице-директора Комиссариатского департамента. Назначенный 17 марта 1860 года командиром 1-го ластового экипажа, а с 7 ноября сверх того и исправляющим должность командира ластовой бригады Балтийского флота, Опочинин занимал обе эти должности до 3 января 1863 года, когда был произведён в контр-адмиралы с увольнением в отставку.
С детских лет обучался музыке, позднее пению у Дж. Давида, Л. Лаблаша, А. Тамбурини. Опочинин имел широкие знакомства в петербургских музыкальных кружках и был в дружеских отношениях со многими композиторами и певцами: А. С. Даргомыжским, А. Л. Львовым, Б. А. Фитингоф-Шелем и др. Однажды Даргомыжский, пленённый его чудным голосом, убедил его учиться пению и сам стал с ним заниматься. Располагая свободным временем, Опочинин нередко участвовал в концертах и делил партии с первоклассными итальянскими певцами. Лучшими партиями в его репертуаре были партии Сусанина, Руслана и мельника в «Русалке». Был одним из лучших исполнителей романсов Даргомыжского «Влюблён я, дева-красота», «Старый капрал», «К друзьям» (посвящён ему). Также исполнял романсы М. Глинки, М. Мусоргского (ему посвящён романс «Из слов моих выросло много», 1866). Принимал активное участие в Балакиревском кружке.
Скончался 18 апреля 1889 года (под данным Русского биографического словаря; в Петербургском некрополе указана дата смерти — 13 апреля) в Санкт-Петербурге. Похоронен на Волковском лютеранском кладбище.